# Banksia ser. Grandes
Série
Banksia ser. Grandes est une série taxonomique du genre Banksia (famille des Proteaceae). Elle est composée de deux espèces, toutes deux endémiques de l'Ouest de l'Australie : Banksia grandis (mangite) et Banksia solandri.